# 藤井隆太
藤井 隆太（ふじい りゅうた、1959年11月9日 - ）は、日本の実業家、フルート奏者。株式会社龍角散代表取締役社長。

## 略歴・人物
東京都出身。父は株式会社・龍角散4代目社長の藤井康男、祖父は同社3代目社長の3代得三郎（勝之助）。秋田の藤井玄淵から数えると8代目。
桐朋女子高等学校音楽科在学中よりフルート奏者として活動。桐朋学園大学音楽学部演奏学科を卒業後、同学部研究科修了。研究科在学中にフランスのエコールノルマル音楽院に留学。クリスチャン・ラルデに師事し、同校高等師範課程を修了。
フランス留学から帰国後もプロのフルート奏者として活動していたが、父・康男から「音楽もいいが、一度はビジネスの世界を経験すべき」と勧められたことにより1985年に小林製薬に入社。
その後三菱化成（現・三菱ケミカル）に勤めたのち、病が発覚した父に呼び戻される形で1994年龍角散に入社。翌1995年に代表取締役社長に就任した。
入社した当時の龍角散は40億円の売上高に対し負債も40億円を抱えている状況にあったが、「のどの専門メーカー」へと舵を切ることで経営の立て直しに成功し、「龍角散ダイレクト」や「おくすり飲めたね」、「らくらく服薬ゼリー」などのヒット商品も産み出され、2017年3月期の売上高は176億円と入社当時の4倍以上を上げるまでになっている。
社長就任後も現在に至るまでフルート奏者として活動している。

## 逸話
- 秋田で一番有名な民間薬といえば、龍角散。大曲で生まれた[6]。
- 本県では秋田藩士に藤井氏がある。常陸国那珂郡藤井郷発祥の佐竹氏族で、佐竹義篤の六男・藤井義貫の子孫である。ほか京、大阪、関東からの入国諸家もあろう。大曲市の富商藤井家は常陸から佐竹を慕って久保田に入り、江戸中期に大曲に移ったとされ、竜角散を製造した医師・藤井玄渕がいる[7]。
- 音楽好きな父の影響により、3歳のころからヴァイオリンを習い、小学校に進学する頃にはフルートを演奏していたという[8]。中学時代には齋藤秀雄の謦咳に接した[9]。
- 小林製薬時代にのどの殺菌・消毒薬「のどぬ〜る」のプロダクトマネージャーとして製品化に携わっていた。藤井のマーケティング戦略が功を奏し、ターゲットとしていた龍角散の「クララ」を抜きトップシェアとなった。当時の藤井は「龍角散を倒す」ことを念頭に置いていたという[3]。
- 龍角散に入社当初の肩書は社長室付の副係長であり、自ら営業現場を回ることを希望したが、古参の役員たちからの反発を受けたという。それでも自ら全国各地に足を運び、当時の龍角散の内情を知ることとなる[3]。古参役員からの反発は社長就任後もしばらく続いたという[10]。

## 経営者の先祖
- 初代：藤井玄淵
- 2代：藤井玄信
- 3代：藤井正亭治
- 4代：藤井得三郎（初代）
- 5代：藤井米次郎（2代得三郎）
- 6代：藤井勝之助（3代得三郎）
- 7代：藤井康男
- 8代：藤井隆太

## 主な役職
- 厚生労働省社会保障審議会医療保険部会委員[11]
- 日本商工会議所社会保障専門委員会委員[11]
- 日本家庭薬協会未来事業推進委員会委員長[12]
- 公益社団法人東京生薬協会会長[13]
- 薬祖神社奉賛会副会長[14]
- 神田明神氏子総代[15]

## 主なテレビ出演
- 日経スペシャル カンブリア宮殿 のどを守って200年 龍角散再生の奇跡ドラマ（テレビ東京・2015年7月23日）[16]
- 恋するクラシック（BS日テレ・2018年9月10日）[17]
- おんがく交差点（BSテレ東、2024年11月30日）

## 不祥事
- 2021年12月、同社の社長らが行ったセクハラ行為について調査したところ解雇された、とする法務担当の社員が、解雇の取り消しを求めて提訴し、裁判となり、その結果6000万円の解決金で和解が成立していたことが分かった[18]。